# Spoorlijn Biasca - Aquarossa
De spoorlijn Biasca – Acquarossa (afkorting: BA, Frans: chemin de fer Biasca – Acquarossa, Duits: Biasca – Acquarossa-Bahn, Italiaans: Ferrovia Biasca – Acquarossa, of ook Bleniotalbahn, Ferrovia elettrica Biasca – Acquarossa (– Olivone) of Sonnenthalbahn genoemd), was een smalspoorlijn in het Zwitserse kanton Ticino. De lijn had een lengte van 13,8 km en verbond Biasca met Acquarossa langs de Bleniovallei.

## Geschiedenis
De spoorlijn Biasca – Acquarossa werd in 1906 opgericht om de vallei van de Blenio aan te sluiten op de bestaande Gotthardspoorlijn van de Zwitserse federale spoorwegen (SBB). Nadat de belangrijkste Noord-Zuidspoorlijn door Zwitserland niet, zoals oorspronkelijk gepland, over de Lukmanierpas en Blenio werd aangelegd maar over de Gotthardroute, bleef de Bleniovallei verstoken van vervoer.
Op 6 juli 1911 werd de spoorlijn tussen Biasca en het midden in de Bleniovallei gelegen Acquarossa geopend. Plannen om de lijn te verlengen tot Olivone draaiden op niets uit. Na een moeilijke start kende de smalspoorlijn een bevredigende ontwikkeling, niet in het minst door het vervoer in opdracht van de in Dangio gevestigde chocoladefabriek Cima Norma. Het vervoer kende een hoge vlucht in de jaren 1940 en 1950 maar vanaf 1968 kenterde de situatie. In 1973 werd het spoorvervoer opgeheven, de infrastructuur opgebroken en de voertuigen verkocht of verschroot (zie verder). Sindsdien doet een buslijn dienst op het traject Biasca – Acquarossa – Olivone.

## Trajectverloop

### Eerste deel: Biasca – Acquarossa
In 1911 werd het eerste deel van de lijn voltooid. Deze vertrok op het plein voor het SBB-station van Biasca en liep via Vallone, Loderio, Brugaio, Malvaglia,Motto, Dongio en Corzoneso naar het kuuroord Acquarossa. Dit traject bleef het enige dat in exploitatie werd genomen. De stelplaats (zie verder) en het exploitatiecentrum bevonden zich in Biasca. De lijn werd gevoed met 1200 V gelijkstroom, had een lengte van 13,8 km en steeg met 235 m. De maximale helling bedroeg 35 promille. Op het traject lagen een 21 m lange tunnel alsook verschillende bruggen waarvan de brug over de rivier de Brenno met 43 m de langste was.

### Tweede deel: Acquarossa – Olivone
Hoewel concrete plannen en zelfs al een vergunning voor de verlenging van de lijn via Lottigna, Torre-Dangio en Aquila naar Olivone beschikbaar waren, werd deze trajectverlenging nooit gebouwd. Nochtans had deze lijn in dit dichter bevolkte deel van de vallei mogelijkerwijs een belangrijkere rol kunnen spelen. Daardoor moest ook de chocoladefabriek verzaken aan een aansluiting op de lijn en diende de productie eerst over de weg naar Acquarossa vervoerd te worden.

### Derde deel: Olivone – Disentis
Al in 1850 kwam het plan ter sprake een spoorlijn over de Lukmanier aan te leggen maar dat werd later verworpen ten voordele van de Gotthardspoorlijn. Toch kwam steeds weer de betrachting om de lijn vanaf Olivone over Lukmanierpas te verlengen naar Disentis in het kanton Graubünden alwaar ze zou kunnen aansluiten op de reeds bestaande metersporige Rhätische Bahn en Furka-Oberalp-Bahn (thans Matterhorn Gotthard Bahn). Voor dit derde deel van de lijn bestonden er echter nooit concrete plannen.

## Rollend materieel

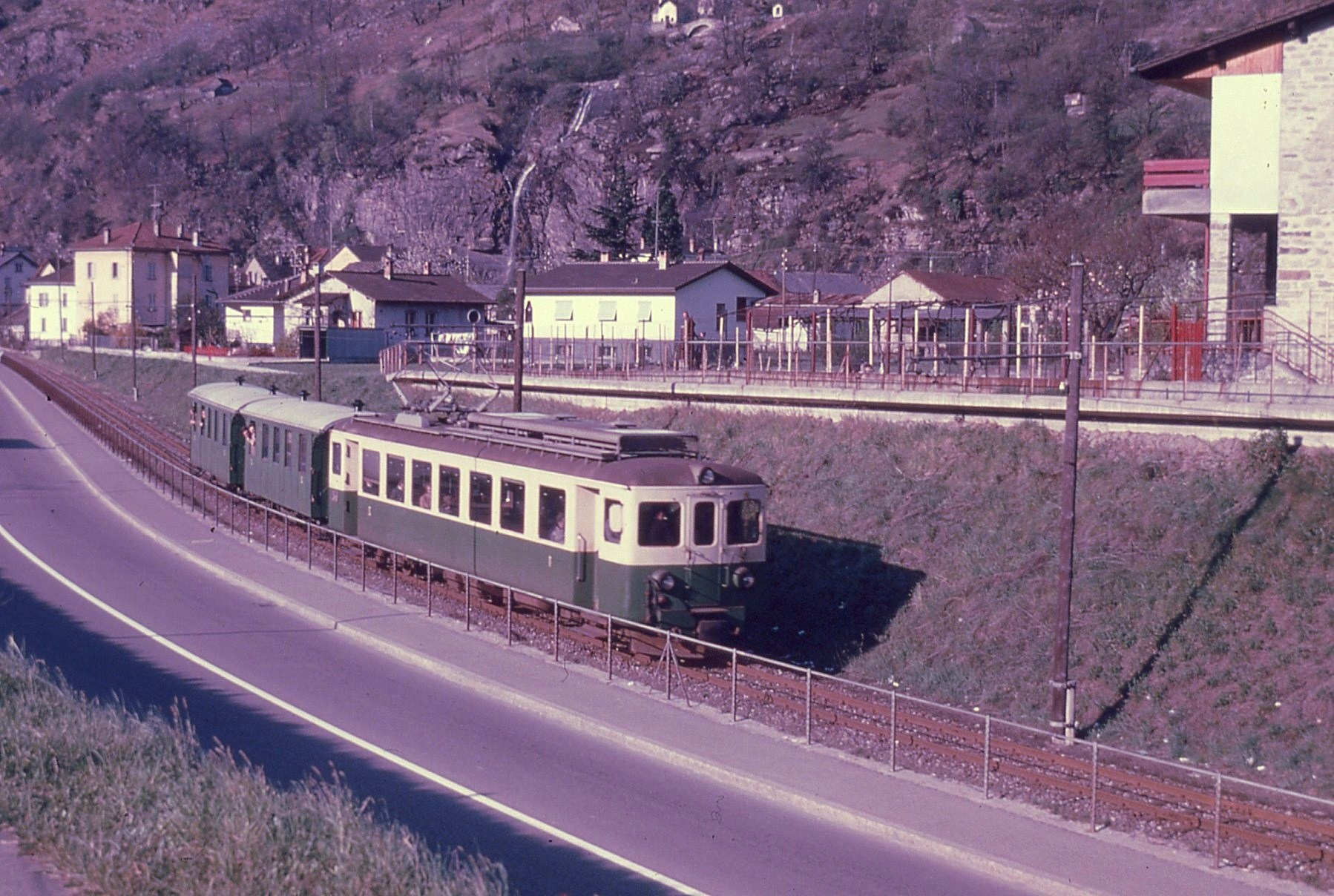
Een trein op de spoorlijn Biasca – Acquarossa

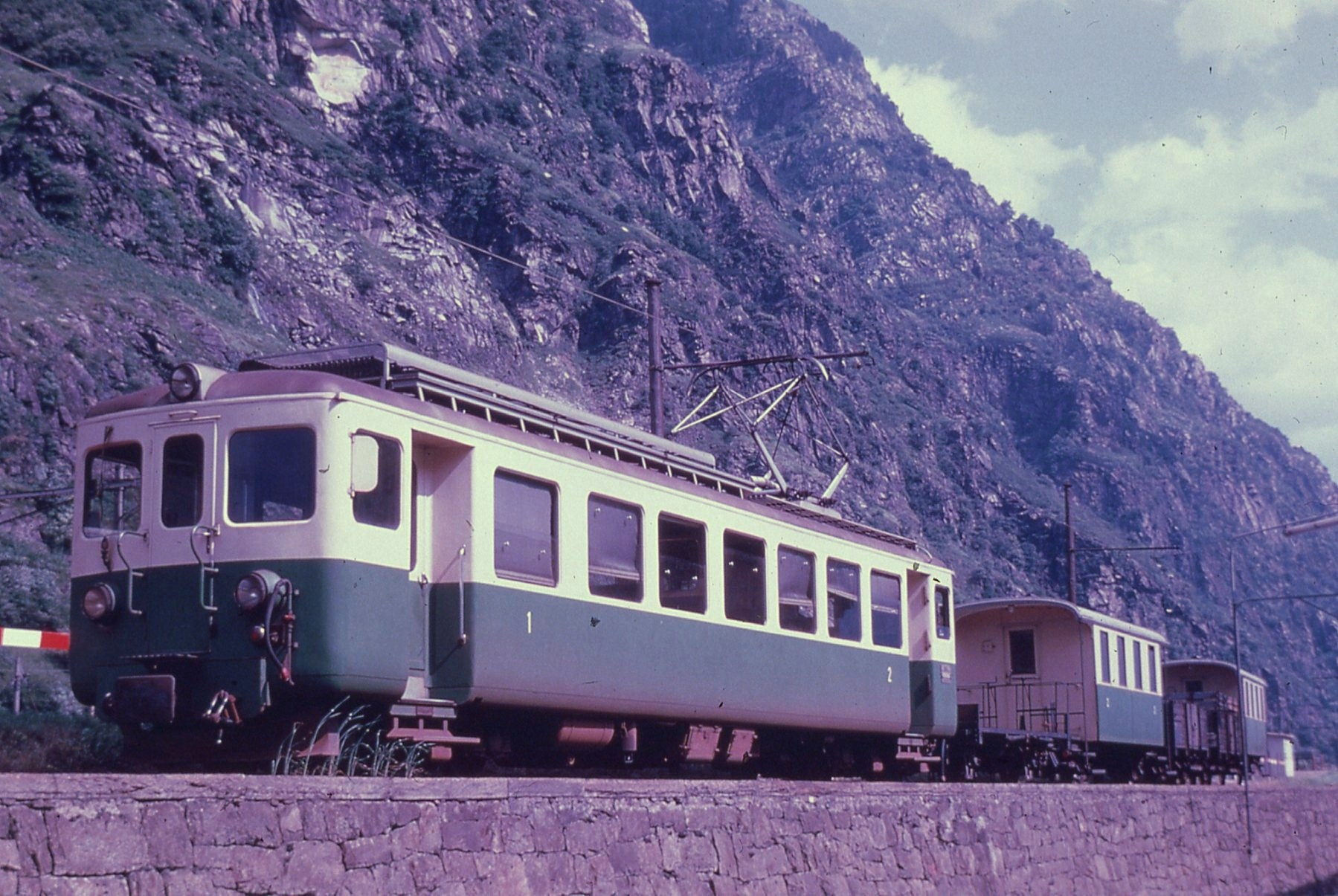
Een trein op de spoorlijn Biasca – Acquarossa

### De motorwagens BCFe 2/4 (genummerd 1-3)
De drie door SWS/BBC gebouwde elektrische motorwagens 1-3 kwamen in juli 1911 in dienst. De in groen-wit getooide voertuigen hadden een vermogen van 118kW. Slechts twee van de vier assen werden aangedreven. Indien de lijn verlengd zou geweest zijn over de Lukmanierpas, zou een sterkere motorisering nodig geweest zijn. De voertuigen telden acht zitplaatsen in tweede klasse en 24 in derde en daarnaast nog tien staanplaatsen. Alle voertuigen bleven gedurende geheel hun levensloop nagenoeg ongewijzigd. De motorwagens 1 en 2 werden al in 1973 verschroot. Motorwagen 3 overleefde de sluiting van de lijn en deed lange tijd dienst als monument in Acquarossa maar werd uiteindelijk ook gesloopt.

### De motorwagens BCe 4/4 (genummerd 4-5)
In 1948 en 1963 kwam telkens één bijkomende motorwagen van het type BCe 4/4 de reeds aanwezige motorwagens vervoegen. De door SWS/SAAS geleverde voertuigen hadden een vermogen van 280 kW en alle assen waren aangedreven. Een bagageafdeling ontbrak zodat er 56 zitplaatsen beschikbaar waren. Sindsdien namen de nieuwste voertuigen het merendeel van het vervoer over en werden de voertuigen 1-3 nog slechts bij extra ritten ingezet. Na de opheffing van de lijn werden beide motorwagens verkocht. Rijtuig 4 bevindt zich als Be 4/4 nummer 1002 bij de Montreux-Berner-Oberland-Bahn (MOB) en rijtuig 5 werd als Be 4/4 nummer 80 ingezet bij de Aare Seeland mobil (ASm), op het traject van de voormalige Oberaargau-Jura-Bahnen (OJB) en bij de Biel-Täuffelen-Ins-Bahn (BTI) als BE 4/4 nummer 521. Ondertussen bevindt motorwagen 5 zich terug in Ticino, meer bepaald bij de Ferrovia Mesolcinese. Beide motorwagens zijn nog steeds in goede toestand.

### Rijtuigen
Bij de opening bezat de lijn twee kleine personenrijtuigen alsook drie gesloten, vier open en een vlakke goederenwagen, alle gebouwd door SWS. In 1932 kocht de lijn nog twee tweedehands post-/bagagewagens en in de jaren 1950 kwamen daar nog twee extra personenrijtuigen (drieassige rijtuigen afkomstig van de Brünigbahn) en enkele goederenwagens bij. Daarnaast bezat het spoorbedrijf nog dienstvoertuigen voor het onderhoud van de sporen en bovenleiding.

## Gebouwen

### Oude stelplaats in Biasca
De eerste stelplaats bevond zich nabij het station van Biasca. Van hieruit werd ook de bovenleiding gevoed. Het gebouw met bijhorende werkplaats beschikte over drie sporen en bood voldoende plaats voor de motorwagens. Sinds 1927 waren hier ook de directie en twee dienstwoningen ondergebracht. De in 1962 aangelegde ringweg zorgde er echter voor dat de stelplaats gescheiden werd van de lijn zodat de voertuigen gedurende enkele jaren in het station van Acquarossa onderhouden moesten worden. De oude stelplaats werd in 1969 verkocht, later afgebroken en op de plaats kwam een winkelcentrum.

### Nieuwe stelplaats in Biasca
De nieuwe stelplaats kwam in dienst in 1967 en bevond zich in de buurt van de oude stelplaats maar aan de andere kant van de ringweg. De stelplaats werd zodanig opgevat dat, bij mogelijke opheffing van de spoorlijn, het gebouw verder kon gebruikt worden als busdepot. Het gebouw wordt tot op heden als zodanig gebruikt.

### Stations en bijzondere bouwwerken
Samen met de bouw van de lijn verrezen verschillende gebouwen en andere bouwwerken. Het grootste station bevond zich in Acquarossa en omvatte naast het ontvangstgebouw ook loodsen en bijgebouwen.